# کریستینا آناپاو
کریستینا آناپاو (انگلیسی: Kristina Anapau؛ زادهٔ ۳۰ اکتبر ۱۹۷۹) هنرپیشه، نویسنده اهل ایالات متحده آمریکا است. وی از سال ۱۹۹۷ میلادی تاکنون مشغول فعالیت بوده‌است.

## گزیدهٔ آثار

### سینما
- قوی سیاه (۲۰۱۰)
- نفرین‌شده (۲۰۰۵)
- ۱۰۰ دختر (۲۰۰۰)

### تلویزیون
- گریم (۲۰۱۲)
- خون حقیقی (۲۰۱۲–۲۰۱۱)
- مانک (۲۰۰۸)
- دکتر هاوس (۲۰۰۸)